# Spitalul Clinic Nr.1 Căi Ferate Witting
Spitalul Clinic Nr.1 Căi Ferate Witting este situat lângă Gara de Nord pe artera cu același nume. A fost fondat în data de 27 iulie 1918 și este denumit după doctorul Traugott Witting (1837–1906), care a pus bazele chirurgiei vasculare din România. În aceeași clădire funcționează și un sediu al Facultății de Medicină a Universității Titu Maiorescu, București.

## Legături externe

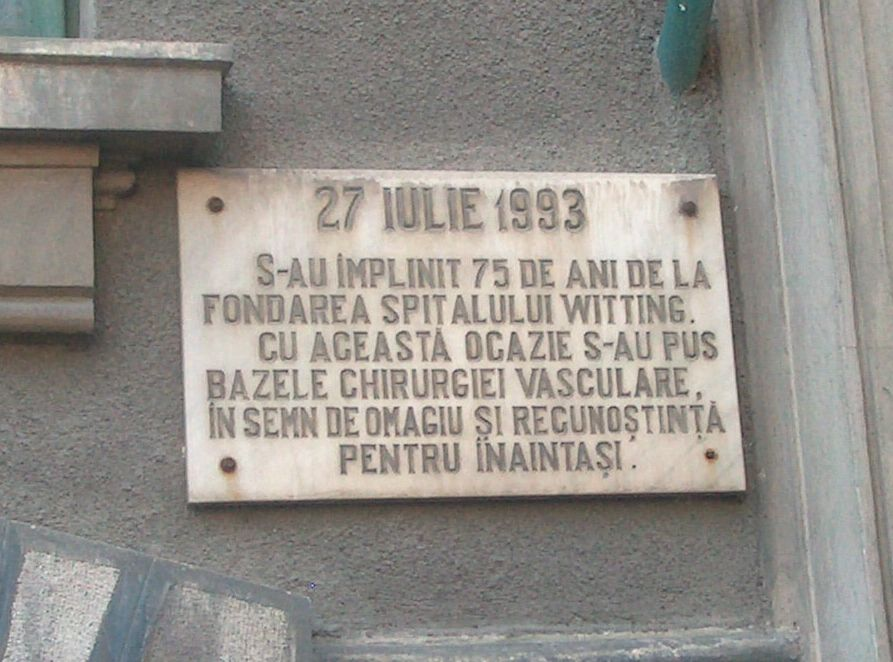
Placă aniversară din 1993